# Helen Mack
Helen Mack (nacida como Helen McDougall; 13 de noviembre de 1913-13 de agosto de 1986) fue una actriz estadounidense. Comenzó su carrera como actriz infantil en películas mudas, pasando a las obras de Broadway y recorriendo uno de los circuitos de vodevil. Su mayor éxito como actriz fue como protagonista en la década de 1930. Pasó a actuar en la radio y luego a escribir, dirigir y producir programas durante la era dorada de la radio. Más tarde escribió para Broadway, teatro y televisión. Su carrera abarcó los inicios de la industria cinematográfica, los comienzos de Broadway, los últimos días del vodevil, la transición al cine sonoro, la era dorada de la radio y el auge de la televisión.

## Juventud y teatro
Mack nació en Rock Island, Illinois, hija de William George McDougall, un barbero, y Regina (de soltera, Lenzer) McDougall, que tenía el deseo reprimido de ser actriz. Asistió a la Professional Children's School de la ciudad de Nueva York. Su amiga Vera Gordon la ayudó en su carrera como actriz infantil. Apareció en Broadway y en el vodevil y debutó en películas a la edad de 10 años en 1924. Su debut en el teatro fue en The Idle Inn con Jacob Benami. Actuó junto con Roland Young en Pomeroy's Past, y realizó una gira por América con William Hodge en Straight Through The Door.

## Actriz de cine
Mack comenzó su carrera cinematográfica, por primera vez como Helen Macks, a la edad de 10 años en la película muda de 1923 Success, junto con Brandon Tynan, Naomi Childers y Mary Astor. En Zaza, Mack trabajó con Gloria Swanson. Tuvo un papel menor en la última película de D.W. Griffith The Struggle (1931).
Hizo una prueba de cámara para Fox Film en marzo de 1931, y en tres semanas ya estaba en el estudio. Debutó como actriz principal junto con Victor McLaglen en While Paris Sleeps (1932) y formó parte del reparto de John Boles en su primera película para Fox Film Scotch Valley. Actuó en varios wésterns a principios de la década de 1930, entre ellos Fargo Express (1933) con Ken Maynard y The California Trail con Buck Jones.

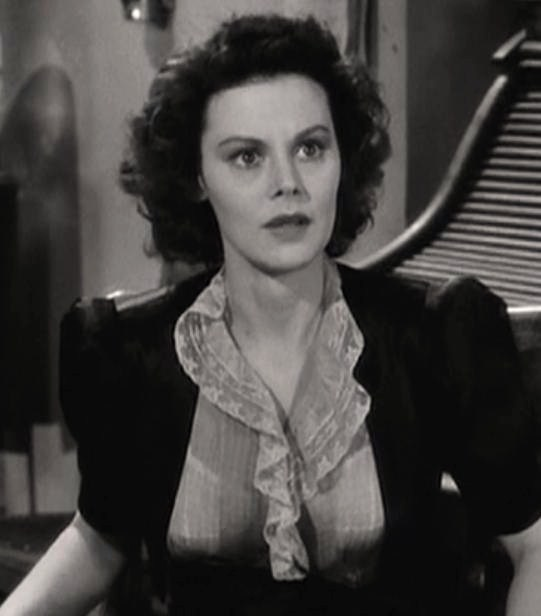
Mack en His Girl Friday (1940)

Antes de la película de Sweepings (1933), la carrera de Mack había decaído durante tres años. Tres de sus producciones fracasaron. Una de las razones era que solía ser una estrella de carácter, y sus empleadores la habían utilizado como una ingenua. RKO Radio Pictures Inc. le ofreció una segunda oportunidad como Mamie Donahue en Sweepings.
Es recordada sobre todo por la secuela de 1933 El hijo de Kong, como la hermana de Harold Lloyd en The Milky Way (1936), y como la suicida Molly Malloy en la comedia policíaca His Girl Friday (1940) con Cary Grant y Rosalind Russell. También interpretó el importante papel de Tanya en la producción de Merian C. Cooper La diosa de fuego (1935), de H. Rider Haggard. Sus otros papeles incluyen como la ingenua ladrona de bancos junto a Richard Cromwell y Lionel Atwill en la película de 1937 The Wrong Road de RKO.

## Carrera posterior
A principios de la década de 1940, Mack actuó en la serie de radio Myrt and Marge, sustituyendo a la actriz Donna Damerel tras la repentina muerte de ésta de parto. Fue elegida entre más de 200 aspirantes para el papel.
Durante esa década y la siguiente, Mack también trabajó como productora y directora de programas de radio, incluyendo series como Richard Diamond, Private Detective; The Saint; y Meet Corliss Archer. También coescribió A Date with Judy con Aleen Leslie, y fue su productora-directora, una de las pocas mujeres que desempeñaron ese papel en la radio. Su amiga Leslie quería originalmente que Mack interpretara el papel principal, pero decidieron que era demasiado mayor para el papel de chica de instituto cuando comenzó la serie en 1941. Cuando la televisión desplazó a la radio, Mack siguió escribiendo obras de teatro y episodios de televisión hasta su muerte.[cita requerida]
En 1949, colaboró con Roger Price en la escritura del disco infantil Gossamer Wump, narrado por Frank Morgan y publicado por Capitol Records.[cita requerida]

## Vida privada
Mack se casó con el abogado Charles Irwin en San Francisco en febrero de 1935,
Mack murió de cáncer en la casa de su amiga Aleen Leslie en Beverly Hills el 13 de agosto de 1986.

## Filmografía
| - Success (1923) como Ruth - Zaza (1923) como Lucille Dufresne (sin acreditar) - Under the Red Robe (1923) (sin acreditar) - Grit (1924) (sin acreditar) - Pied Piper Malone (1924) como una niña - The Struggle (1931) como una chica maliciosa - The Silent Witness (1932) como Sylvia Pierce - While Paris Sleeps (1932) como Manon Cortaud - Sweepings (1933) como Mamie Donahue - The California Trail (1933) como Delores Ramírez - Melody Cruise (1933) como Laurie Marlowe - Blind Adventure (1933) como Rose Thorne - Christopher Bean (1933) como Susan Haggett - Fargo Express (1933) como Helen Clark - The Son of Kong (1933) como Hilda Petersen - All of Me (1934) como Eve Haron - Kiss And Make Up (1934) como Anne - You Belong to Me (1934) como Florette Faxon - The Lemon Drop Kid (1934) como Alice Deering - College Rhythm (1934) como June Cort - Captain Hurricane (1935) como Susan "Matey" Ann - Four Hours to Kill! (1935) como Helen | - She (1935) como Tanya Dugmore - The Return of Peter Grimm (1935) como Catherine - The Milky Way (1936) como Mae Sullivan - A Doctor's Diary (1937) como enfermera (sin acreditar) - I Promise to Pay (1937) como Mary Lang - You Can't Buy Luck (1937) como Betty McKay - The Last Train from Madrid (1937) como Lola - Fit for a King (1937) como Jane Hamilton / Princesa Helen - The Wrong Road (1937) como Ruth Holden - King of the Newsboys (1938) como Mary Ellen Stephens - I Stand Accused (1938) como Alison Cooper - Secrets of a Nurse (1938) como Katherine MacDonald - Gambling Ship (1938) como Mollie Riley - Mystery of the White Room (1939) como Carole Dale - Mickey the Kid (1939) como operadora de teléfono (sin acreditar) - Calling All Marines (1939) como Judy Fox - His Girl Friday (1940) as Mollie Malloy - Girls of the Road (1940) como Mickey - Power Dive (1941) como Betty Coles - And Now Tomorrow (1944) como Angelletta Gallo - Strange Holiday (1945) como Miss Sims, secretaria - Divorce (1945) como Martha Phillips |